# Margit Dajka
Margit Dajka (ur. 13 października 1907 w Nagyváradzie, zm. 25 maja 1986 w Budapeszcie) – węgierska aktorka.
Na początku występowała w Klużu w Rumunii, następnie na Węgrzech (m.in. w Budapeszcie).

## Wybrana filmografia
Opracowano na podstawie źródła:
- Mai lányok (1937, jako Służąca Kati)
- Elcserélt ember (1938, jako Żona Pétera)
- A Harapós férj (1938, jako Lina, żona Pétera)
- Az Ember néha téved (1938, jako Prostytutka Zizus)
- A Falu rossza (1938, jako Finum Rózsi)
- János vitéz (1939, jako Iluska)
- Vadrózsa (1939, jako Éva)
- Háry János (1941, jako Örzse)
- Liliomfi (1954, jako Camilla)
- Winowajca nieznany (1957, jako Babcia)
- Żelazny kwiat (1958, jako Pani Racsák)
- Komu śpiewają skowronki (1959, jako Sándor)
- Dobra pani (1961)
- Zápor (1961, jako Pani Juli)
- Kristóf, a magánzó (1965, jako Łaskawa kucharka)
- Iván Iljics halála (1965, jako Iván Iljics)
- Szentjános fejevétele (1966, jako Rhédeyné)
- Az Orvos halála (1966, jako Pani Csohány)
- A Férfi egészen más (1966, jako Matka Mariki)
- Változó felhözet (1967, jako Odźwierna)
- Tüskevár (1967, jako Babcia Tutajosa)
- Na miłość nigdy nie jest za późno (1968, jako Háziasszony)
- Élo Antigoné (1968)
- A Völgy (1968)
- Tiltott terület (1968)
- Lew pręży się do skoku (1969)
- Czy znasz Sunday-Monday? (1969)
- Co się zdarzyło z profesorem? (1970)
- Sindbad (1970, jako Majmunka)
- Volt egyszer egy család (1972, jako Ciotka Anna)
- Zabawa w koty (1972, jako Erzsi Orbán)
- Niedokończone zdanie (1974, jako Hupka)
- Az Öreg (1975, jako Matka Treszki)
- Ballagó idö (1976, jako Dédmama)
- Wspomnienie z Herkulesfurdo (1976, jako Stara primadonna)
- Haszontalanok (1977)
- W cieniu legendy (1978, jako Amálka Zarkóczy)
- Trawnik wujka Poldi (1979, jako Matka Oszkára)
- A Kisfiú meg az oroszlánok (1979, jako Szilvia Bruckner)
- Képviselö úr (1979)
- Miły sąsiad (1979, jako Iduka)
- Csontvary (1980, jako Matka)
- Bors néni (1982, jako Pani Bors)
- Völegény (1982)